# Marlaena Kessick
Marlaena Kessick (New York, 14 ottobre 1935) è una musicista italiana.

## Biografia
Di nascita americana e naturalizzata italiana, Marlaena Kessick è figlia di Dorothy Noble, violinista italo-inglese, e di Edward Kessick, ingegnere progettista slavo-tedesco, dilettante di violino. La tradizione musicale era patrimonio comune di entrambe le famiglie dei genitori. Il nonno di Dorothy, John Swann, era un violinista diplomato al Conservatorio di Leipzig, direttore dell'Orchestra d'archi del Brighton Palace Pier (Sussex, Inghilterra), ed in seguito aveva ricoperto il ruolo di Prima Cornetta della Royal Artillery Band, all'epoca della Regina Vittoria; il padre di Edward, suonatore di grancassa, era stato per molti anni nella Banda Militare di Guglielmo II.
Marlaena ha iniziato gli studi musicali a due anni d'età sotto la guida della madre violinista.
Ha effettuato studi di canto lirico con Lina Pagliughi ed Ettore Campogaliani, oltre ad avere ottenuto la maturità classica a Hollywood High School e borsa di studio a Chapman College di Los Angeles. Nel 1951 si stabilì a Parigi, iscrivendosi al Conservatorio nella classe di flauto tenuta da Gaston Crunelle. Poi si è trasferita in Italia e fu ammessa come allieva interna del Conservatorio di Milano - alla classe di canto di Carmen Melis, alle classi di flauto con Baldassarre Torchio, di composizione con Franco Donatoni, e di direzione d'orchestra con Antonino Votto. Nel 1958 si diplomò in flauto con la votazione del 10, ed insieme con il pianista Bruno Canino fu segnalata quale migliore allieva dell'anno.
È stata per 15 anni Primo Flauto solista dell'Orchestra Pomeriggi Musicali di Milano e, vinto il concorso ministeriale per posto d'insegnamento, ha insegnato al Conservatorio di Milano dal 1969 al 2005. Collabora come solista con i maestri Bruno Maderna, Igor Markevitch, Gianandrea Gavazzeni, Luigi Dallapiccola, Francesco Molinari Pradelli, Goffredo Petrassi, Vittorio Gui, Claudio Abbado, Riccardo Chailly, Riccardo Muti e altri. Ha effettuato recital in duo con Bruno Canino e in vari gruppi da camera.
Nel 1963 Marlaena condusse al diploma la sua prima alunna, Renata Ferri. In seguito, ottenuta la cittadinanza italiana per naturalizzazione, iniziò la carriera didattica all' Istituto Donizetti di Bergamo. Nel 1968 fu nominata docente al Conservatorio di Milano, vincendo l’anno successivo il posto di ruolo al Concorso Ministeriale per titoli ed esami a Roma. Nel 1973, lasciato il posto d'orchestra, intensificò l'attività concertistica.
Ha fondato la prima Orchestra di Flauti nel 1971, diretta da lei e alla quale sono state dedicate oltre 60 nuove composizioni di compositori rappresentativi italiani e stranieri. Iniziò a dedicarsi alla divulgazione della musica classica nella Regione Piemonte dove, nel Castello di Belveglio, di sua proprietà, diede il via ad un importante centro musicale in cui, ormai da anni, sono tenuti concerti, concorsi nazionali di composizione ed il primo Festival Nazionale del Flauto.
Ha tenuto corsi di perfezionamento di flauto a Lanciano (Abruzzo) dal 1971 al 1985, ed è invitata a tenere master class in Europa e negli Stati Uniti e, in qualità di direttore d'orchestra, da orchestre sinfoniche in Italia, Germania e Romania.
Ha inciso 14 LP e CD di concerti di flauto per varie case discografiche. È autrice di musica da camera, orchestrale, vocale, fiabe musicali e balletti, con pubblicazioni Berben, Curci, IMC, Peters, Ricordi, Rugginenti, Zanibon e altre case editrici. Nel 1974 ha fatto parte dell'orchestra diretta dal compositore-bandoneonista argentino Astor Piazzolla in occasione della registrazione di Libertango.
È direttore artistico e consigliere delegato dell'Ente Concerti Castello di Belveglio (Asti) che ha fondato assieme a Marcello Abbado nel 1976. L'Ente è una associazione legalmente riconosciuta dalla Regione Piemonte ed altre Regioni. Organizza concerti, concorsi (Giulietta Simionato per Cantanti Lirici, Mme. Rosina Lhévinne di Pianoforte,Castello di Belveglio per la Composizione), e il Festival del Golfo (evento di rinomanza internazionale) a San Marco di Castellabate (Salerno).
Ha ricevuto riconoscimenti alla sua arte da parte dei più rappresentativi musicisti del '900, tra cui Goffredo Petrassi e Bruno Maderna. Ha anche ricevuto il Premio alla Carriera Falaut 2008 e numerose onorificenze e premi artistici, fra cui: Cavaliere della Repubblica Italiana, Asti d'Oro, San Valentino d'Oro e Premio Kodaly per la musica.

## Discografia
- Flauto Concerto - La Prima Orchestra Popolare di Flauti, diretta da Marlaena Kessick - Flauto Concerto (LP, Album) Rifi, 1973
- Il Flauto e l'Orchestra
- Il Flauto D'Oro di Marlaena Kessick (LP) Concert Artists Society Kessick
- Le Due Voci del Flauto D'Oro di Marlaena Kessick (LP)	Concert Artists Society
- Rachmaninov Quartet, Marlaena Kessick - Haydn - Händel - Shostakovich - Rolla (CD) Kreuzberg Records, 1999